# Gaku Harada
Gaku Harada (escritura japonesa: 原田 岳 (Harada Gaku); Iwate, Japón, 22 de mayo de 1998) es un futbolista japonés que juega como portero en el V-Varen Nagasaki de la J2 League de Japón.

## Clubes
| Club                      | País  | Año       |
| ------------------------- | ----- | --------- |
| Yokohama F. Marinos       | Japón | 2017-2021 |
| S. C. Sagamihara (cedido) | Japón | 2019-2020 |
| V-Varen Nagasaki (cedido) | Japón | 2021      |
| V-Varen Nagasaki          | Japón | 2022-     |